# Moniales passionistes

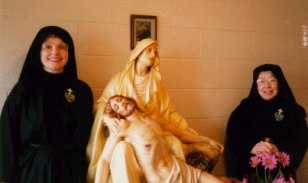
Moniales passionistes

Les moniales passionistes sont des religieuses contemplatives.
- Elles furent fondées en 1771 par saint Paul de la Croix. Il choisit Marie Crucifiée Costantini pour en être la première supérieure. Le premier monastère fut inauguré à Corneto (aujourd'hui Tarquinia, en Italie) le 3 mai 1771.
- Un second monastère fut fondé en France en 1872 à Mamers (dans la Sarthe).
- Un troisième enfin fut fondé à Lucques (Italie) en 1905. Sainte Gemma Galgani joua un rôle déterminant dans cette fondation. Après la mort de Gemma, les monastères se multiplièrent rapidement dans le monde entier.
- Leur spiritualité consiste à se tenir comme la Vierge Marie au pied de la croix pour dire l'amour des hommes malgré les crises du monde.